# Dingxi
Dingxi (chinesisch 定西市, Pinyin Dìngxī Shì) ist eine bezirksfreie Stadt der chinesischen Provinz Gansu. Dingxi hat eine Fläche von 19.609 Quadratkilometern und zählte bei der Volkszählung 2020 2.524.097 Einwohner. Im Vergleich zur vorangegangenen Volkszählung 2020 (damals 2.698.622) waren dies 174.525 Einwohner weniger. 969.084 (38,39 %) lebten in städtischen Gebieten und 1.555.013 in ländlichen Gebieten (61,61 %).

## Administrative Gliederung
Die bezirksfreie Stadt Dingxi setzt sich auf Kreisebene aus einem Stadtbezirk und sechs Kreisen zusammen. Diese sind:
- Stadtbezirk Anding - 安定区,  Āndìng Qū;
- Kreis Tongwei - 通渭县,  Tōngwèi Xiàn;
- Kreis Lintao - 临洮县,  Líntáo Xiàn;
- Kreis Zhang - 漳县,  Zhāng Xiàn;
- Kreis Min - 岷县,  Mín Xiàn;
- Kreis Weiyuan - 渭源县,  Wèiyuán Xiàn;
- Kreis Longxi - 陇西县,  Lǒngxī Xiàn.

## Verkehr
Die Longhai-Bahn und die Schnellfahrstrecke Xuzhou–Lanzhou verbinden Dingxi mit Lanzhou und Lianyungang.

## Persönlichkeiten
- Zhang Xinyan (* 1994), Langstrecken- und Hindernisläuferin